# Daly (handebolista)
Idalina Borges Mesquita, mais conhecida por Daly (São Gonçalo, 2 de julho de 1976) é uma handebolista brasileira, que atua na ponta esquerda.
É formada em educação física e atualmente é professora em Niterói.

## Trajetória desportiva
Começou a jogar handebol aos 15 anos, em sua cidade natal; iniciou sua trajetória no Clube Esportivo Mauá. Mesmo sendo muito jovem, foi também técnica de equipes da categoria infantil e cadete em clubes da região onde morava.
Foi tricampeã dos Jogos Pan-Americanos, títulos conquistados em 1999 em Winnipeg, 2003 em Santo Domingo, e 2007 no Rio de Janeiro.
Integrou a seleção brasileira de handebol feminino que foi pela primeira vez aos Jogos Olímpicos de 2000 em Sydney. Foi ainda aos Jogos Olímpicos de 2004 em Atenas, e Jogos Olímpicos de 2008 em Pequim.